# Lamponina scutata
Lamponina scutata is een spinnensoort uit de familie Lamponidae. De soort komt voor in Australië.